# Varissaari (ö i Södra Savolax, S:t Michel, lat 61,95, long 26,42)
Varissaari är en ö i Finland. Den ligger i sjön Puula och i kommunen Kangasniemi i den ekonomiska regionen  S:t Michel och landskapet Södra Savolax, i den södra delen av landet, 210 km norr om huvudstaden Helsingfors. Öns area är 0,9 hektar och dess största längd är 270 meter i nord-sydlig riktning.